# Sibiu
Sibiu, česky Sibiň (německy Hermannstadt, maďarsky Nagyszeben) je město ležící v Sedmihradsku v Rumunsku. Žije zde přibližně 134 tisíc obyvatel. Město Sibiu je správním střediskem stejnojmenné župy.

## Poloha a podnebí
Sibiu leží blízko geografického středu Rumunska, má mírné kontinentální podnebí. Na jihu se nachází Fagarašské hory.

## Historie
Ve starověku ležela na březích říčky Cibin římská osada Cedonia. Současné město bylo založeno v roce 1190 německými osadníky, které do Sedmihradska pozval uherský král Géza II. Postupem časů se stalo hlavním městem sedmihradských Sasů. Město bylo centrem obchodu mezi Transylvánií a Valašskem. V 15. století byly postaveny hradby se čtyřiceti věžemi, jež třikrát odolaly tureckým nájezdům. V 19. století byla část opevnění zbořeno a byly postaveny nové městské brány. Po druhé světové válce se většina Sasů postupně odstěhovala do Německa, tím výrazně poklesl počet evangelíků ve městě a okolí.
Město Sibiu bylo vyhlášeno evropským hlavním městem kultury pro rok 2007 (společně s Lucemburkem).

## Partnerská města
- Bauru, Brazílie (1995)
- Columbia, Spojené státy americké (1994)
- Klagenfurt am Wörthersee, Rakousko (1996)
- Landshut, Německo (2002)
- Marburg, Německo (2005)
- Mechelen, Belgie (1996)
- Rennes, Francie (1999)
- Thorigné-Fouillard, Francie
- Valencia, Venezuela (1993)
- Wirral, Spojené království (1994)